# Cinq Heures vingt-cinq
Cinq Heures vingt-cinq (titres originaux : The Sittaford Mystery [UK] ou The Murder at Hazelmoor [USA]) est un roman policier d'Agatha Christie publié en 1931 au Royaume-Uni et aux États-Unis. En France, il est publié en 1936.

## Résumé
Une réunion a lieu à Sittaford, une propriété appartenant au capitaine Trevelyan, un vieux célibataire misogyne et quelque peu excentrique. Quelques voisins se retrouvent malgré la tempête de neige.
Violette, la charmante fille de la maison, propose une soirée de spiritisme mais cette petite séance, qui devait n’être qu’un jeu, va s’avérer plutôt sinistre : l’« esprit » présent annonce le meurtre du capitaine Trevelyan à exactement 5 h 25 de l'après-midi ! 
L’ami du capitaine, le major Burnaby, bouleversé, part jusqu’au village où réside le capitaine et le trouve effectivement mort dans son bureau sens dessus dessous. Selon le médecin qui examine le corps, le capitaine a été assommé.
Crime de rôdeur ? La police n'y croit guère. Tout l'entourage est suspect : le domestique, les héritiers (dont le neveu du capitaine, un jeune homme ayant quelques dettes), etc. C'est la fiancée de ce dernier, une jeune fille énergique, qui va mener sa propre enquête, en collaboration avec un journaliste.

## Personnages

### La victime
- Joseph Arthur Trevelyan : retraité de la Royal Navy, retiré à titre temporaire dans une maison des faubourgs d'Exhampton, appartenant à miss Larpent.

### Famille Trevelyan
- Mme Jennifer Gardner, sœur du capitaine Trevelyan, domiciliée à Exeter
- le capitaine Robert Gardner, infirme des suites d'une commotion cérébrale, époux de Jennifer Gardner
- Mme Mary Pearson, défunte sœur du capitaine Trevelyan
- James Pearson, 28 ans, neveu du capitaine Trevelyan, employé d'une compagnie d'assurances à Londres
- Sylvia Dering, femme de lettres, nièce du capitaine Trevelyan
- Martin Dering, époux de Sylvia, domicilié à Wimbledon
- Brian Pearson, neveu du capitaine Trevelyan, domicilié en Australie, logé à Sittaford House après son arrivée en Angleterre

### Entourage
- Robert Henry Evans, retraité de la Royal Navy, domestique du capitaine Trevelyan
- Rebecca Evans, épouse de Robert Evans
- Béatrice, bonne de Mrs Gardner
- Miss Davis, infirmière du capitaine Gardner
- Miss Emily Trefusis, fiancée de James Pearson
- M. Dacres, avocat d'Emily Trefusis
- Edgar Rosenkraun, éditeur américain de Martin Dering

### Locataires de Sittaford House et des bungalows du capitaine Trevelyan
- Mme Willet, veuve sud-africaine, locataire de Sittaford House, maison du capitaine Trevelyan
- Miss Violette Willett, sa fille
- Major John Edward Burnaby, ami et co-exécuteur testamentaire du capitaine Trevelyan
- M. Duke, féru de criminologie
- M. Curtis, ancien jardinier de Sittaford House
- Mme Amelia Curtis, épouse de Mr Curtis
- Miss Caroline Percehouse
- M. Ronald Garfield, neveu de Miss Percehouse, épisodiquement en visite chez sa tante
- Capitaine Wyatt, invalide
- Abdul, domestique indien du capitaine Wyatt
- M. Rycroft, membre de l'Institut de Recherches Psychiques, féru d'ornithologie et de criminologie

### Habitants, notables et officiels d'Exhampton
- le docteur Warren, médecin
- le brigadier Graves, agent de police
- le sergent Pollock
- Mme Belling, propriétaire de l'auberge des Trois Couronnes à Exhampton
- une femme de chambre, non nommée, de l'auberge des Trois couronnes, belle-sœur du brigadier Graves
- un employé, non nommé, de l'agence immobilière Wiliamson, à Exhampton
- Me Frederick Kirkwood, notaire de l'étude Walter et Kirwood, à Exhampton, co-exécuteur testamentaire du capitaine Trevelyan

### Autres personnages
- Narracott : inspecteur de la police d'Exeter
- Maxwell : superintendant de la police d'Exeter
- Charles Enderby : journaliste au Daily Wire
- « Freddy l'Australien » : détenu évadé de la prison de Princetown

## Commentaires
Il y a plusieurs références au roman d'Arthur Conan Doyle, Le Chien des Baskerville (1902) : l'évasion de détenus de la prison du Dartmoor, la présence d'un naturaliste et même une référence à Arthur Conan Doyle lui-même lors d'une séance de spiritisme.
C'est le premier roman dont les titres originaux britanniques et américains sont différents : The Sittaford Mystery au Royaume-Uni et The Murder at Hazelmoor aux États-Unis.

## Éditions
anglaises
- (en) Première publication en revue, aux États-Unis, sous le titre The Murder at Hazelmoor, en 6 épisodes, de mars à août 1931, dans le mensuel Good Housekeeping, avec des illustrations de W. Smithson Broadhead.
- (en) The Murder at Hazelmoor, New York, Dodd, Mead and Company, 1931, 308 p.
- (en) The Sittaford Mystery, Londres, Collins Crime Club, 7 septembre 1931, 256 p.

françaises
- Cinq Heures vingt-cinq  (trad. Louis Postif), Paris, Librairie des Champs-Élysées, coll. « Le Masque » (no 190), 29 janvier 1936, 245 p. (BNF 31945510)
- Cinq Heures vingt-cinq (trad. Élisabeth Luc) pp. 271-464, dans : L'Intégrale - Agatha Christie  (préf. Jacques Baudou), t. 3 : Les années 1930-1933, Paris, Librairie des Champs-Élysées, coll. « Les Intégrales du Masque », 1991, 1241 p. (ISBN 2-7024-2088-5, BNF 35478891)

Livre audio en français
- (en) Agatha Christie (auteur) et Nathaniel Parker (narrateur), The Sittaford Mystery, Chivers Audiobooks, 1998 (ISBN 0754002365)Support : cassettes audio ; durée : 6 h 13 min environ ; texte intégral.

## Adaptations
- 2004 : The Sittaford Mystery, feuilleton radiophonique pour BBC Radio 4 ;
- 2006 : Le Mystère de Sittaford (The Sittaford Mystery), téléfilm de la série britannique Miss Marple d'ITV, avec Timothy Dalton dans le rôle du capitaine Trevelyan et l'ajout du personnage de Miss Marple joué par Geraldine McEwan.
- 2018 : Mélodie mortelle, téléfilm de la série française Les Petits Meurtres d'Agatha Christie de France 2.